# Wincenty Ignacy Bobrowski
Wincenty Ignacy Jakub Bobrowski (ur. 30 stycznia 1832 w Porębie Wielkiej, zm. 17 marca 1899 w Wadowicach) – polski hrabia, komediopisarz, urzędnik bankowy i mecenas sztuki.

## Życiorys
Jego rodzina pieczętowała się herbem Jastrzębiec. Urodził się w rodzinnym majątku. Jego pradziadem był Iganacy, dziadem Wincenty Seweryn, ojcem Ignacy Maciej (1793–1879), a matką Krystyna z Jordanów h. Trąby (urodzona około 1796, zmarła 18.07.1848 w Porębie Wielkiej).
W 1855 poślubił Ludwikę Emilię Annę z Trzecieskich h. Strzemię, z którą miał troje dzieci: Annę Krystynę Leontynę, Ignacego Adama Rufina i Helenę Ludwikę Teklę (w 1899 poślubiła Józefa Krzywkę).
W 1867 roku został prezesem rady powiatowej bielskiej. Po utracie majątku przeniósł się do Lwowa obejmując stanowisko sekretarza Banku Galicyjskiego.